# フェナントレンキノン
フェナントレンジオン（英語:Phenanthrenedione） またはフェナントレンキノン（英語:Phenanthrenequinone）は、多環芳香族炭化水素化合物であるフェナントレンの誘導体である。細胞毒性を持っている